# Caterina de Lorena
Caterina de Lorena (en francès Catherine de Mayenne o Catherine de Lorraine) (França, 1585 - París, 18 de març de 1618) va ser una noble francesa de la Casa de Lorena, filla del duc de Mayenne Carles de Lorena (1554-1611), i d'Enriqueta de Savoia-Villars (1541-1611).
Caterina de Lorena va participar activament en l'administració i gestió dels béns del seu marit i dels seus fills. Igual que el seu marit, era considerada una dona pietosa i devota, que va afavorir la creació de fundacions religioses, monestirs, abadies, esglésies, escoles, hospitals.

## Matrimoni i fills
Va casar-se l'1 de febrer de 1599 a Soissons amb Carles I Gonzaga-Nevers, fill del duc Lluís I (1539-1595) i de la duquessa Enriqueta de Cleves (1542-1601). El matrimoni va tenir sis fills: Francesc (1606-1622); Carles (1609-1631), casat amb Maria Gonzaga de Màntua (1609-1660); Ferran (1610-1632); Maria Lluïsa (1611-1667), casada primer amb el rei de Polònia Ladislau IV de Polònia, i després amb el seu germà Joan Casimir II Vasa; Bernarda (1614-1637) i Anna Maria (1616-1684), casada primer en secret amb Enric II de Guise (1614-1664), i en anul·lar-se aquell matrimoni, amb Eduard de Wittelsbach (1625-1663).